# Vadjuhok
A vadjuhok (Ovis) az emlősök (Mammalia) osztályának párosujjú patások (Artiodactyla) rendjébe, ezen belül a tülkösszarvúak (Bovidae) családjába és a kecskeformák (Caprinae) alcsaládjába tartozó nem.

## Leírásuk
A vadjuhok Európa legkeletibb határától Észak-Indiáig, Nyugat-Kínáig és Nyugat-Mongóliáig, valamint az oroszországi Putorana-fennsíktól egészen Kamcsatkáig előfordulnak. Észak-Amerikában két fajuk él; ezek Alaszkától Mexikó északnyugati részéig találhatók meg. A juh az ember segítségével meghódította majdnem az egész világot. Általában 100 kilogrammnál kisebbek; a kosok nagyobbak a nőstényeknél. A nőstények és bárányaik egy-egy erős kos köré gyűlnek. A hegységeket és a szárazabb területeket választják élőhelyül, ahol főleg füvekkel és zuzmókkal táplálkoznak.

## Rendszerezés
A nembe az alábbi 6-7 élő faj tartozik:
- argali juh (Ovis ammon) (Linnaeus, 1758)
- juh (Ovis aries) Linnaeus, 1758 - egyes rendszerezők még mindig a muflon alfajaként tartják számon, Ovis gmelini aries név alatt
- kanadai vadjuh (Ovis canadensis) Shaw, 1804
- alaszkai vadjuh (Ovis dalli) Nelson, 1884
- muflon (Ovis gmelini) Blyth, 1841
- szibériai juh (Ovis nivicola) Eschscholtz, 1829
- urial (Ovis vignei) (Blyth, 1841)

## Képek

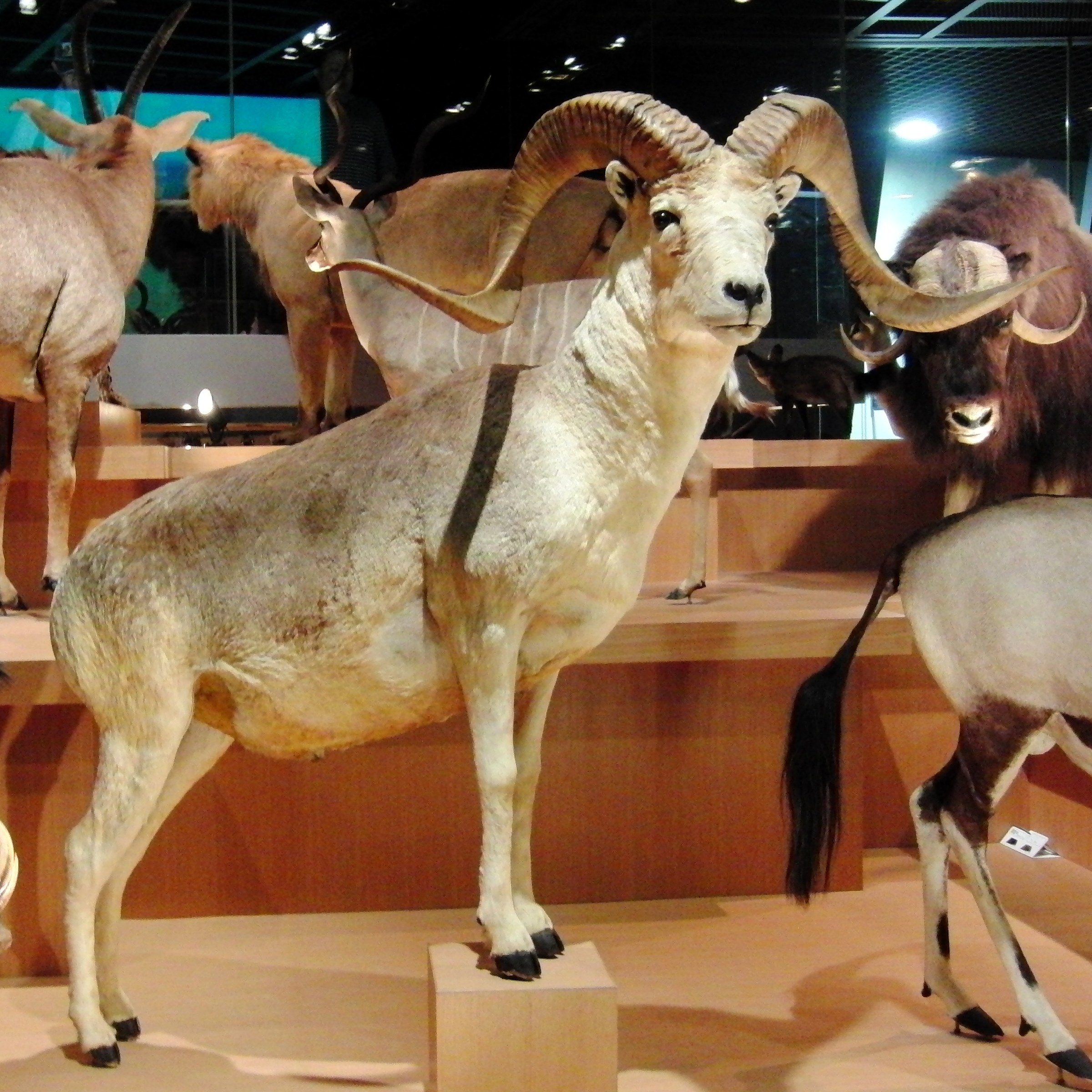
Argali juh (Ovis ammon)
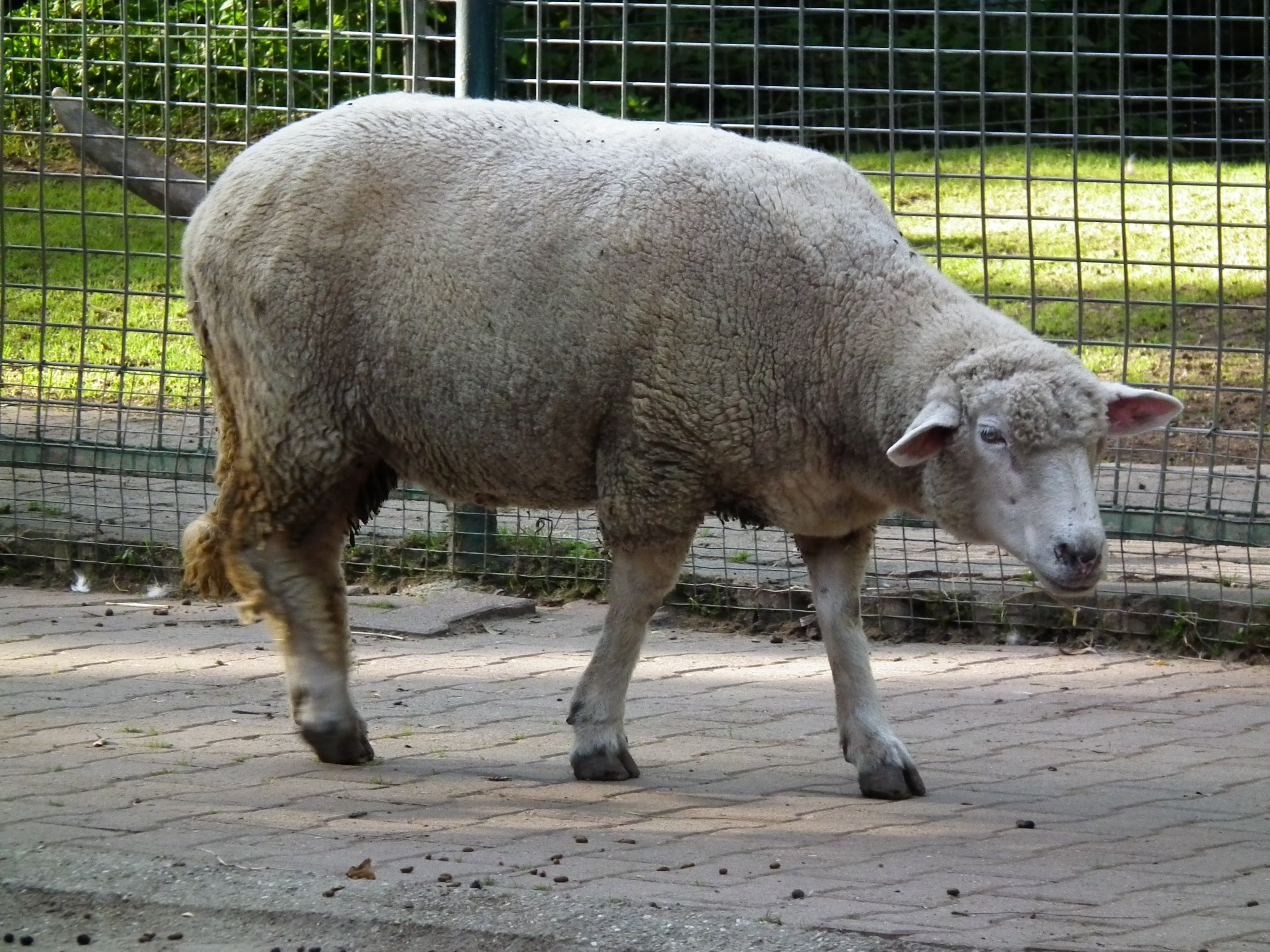
Juh (Ovis aries)
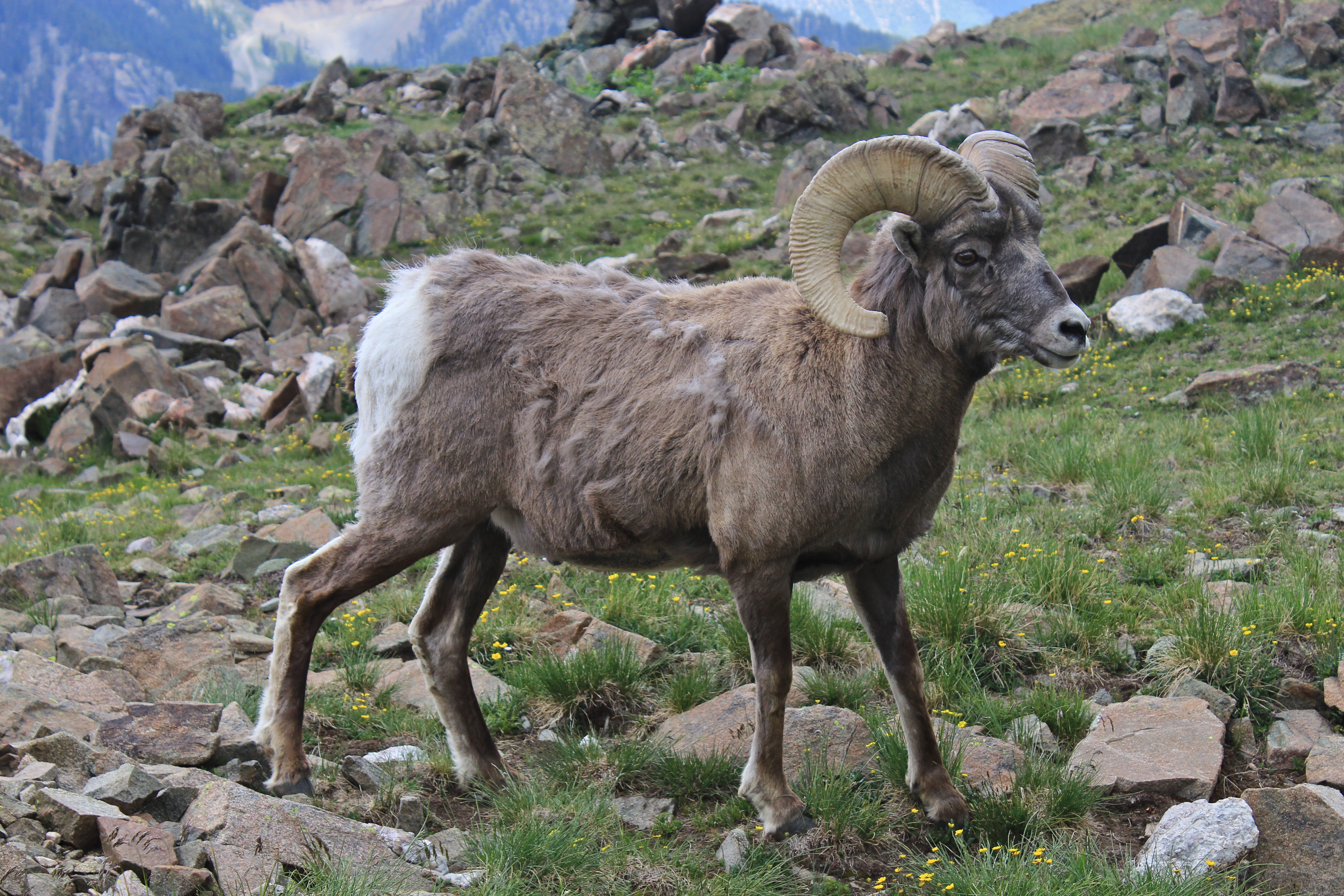
Kanadai vadjuh (Ovis canadensis)
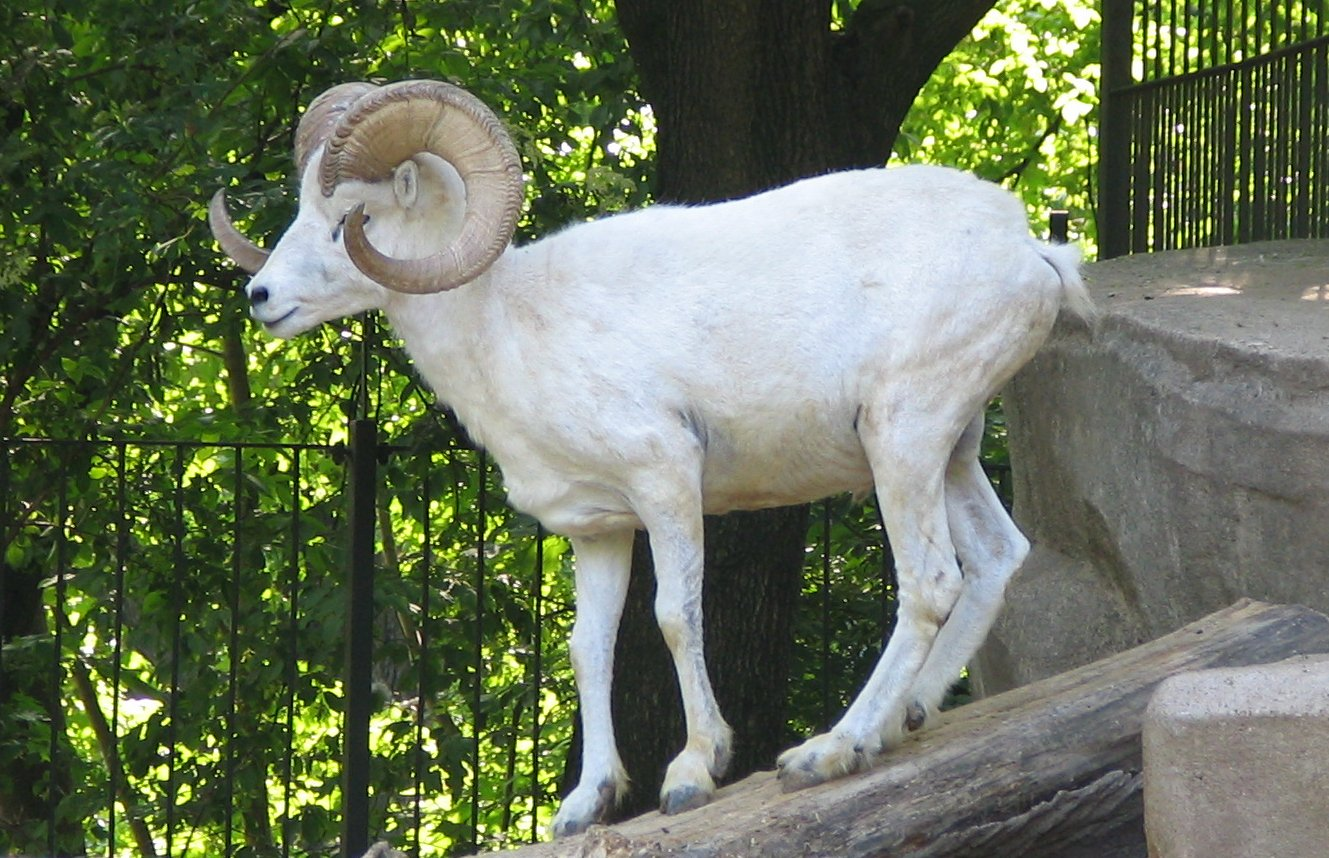
Alaszkai vadjuh (Ovis dalli)
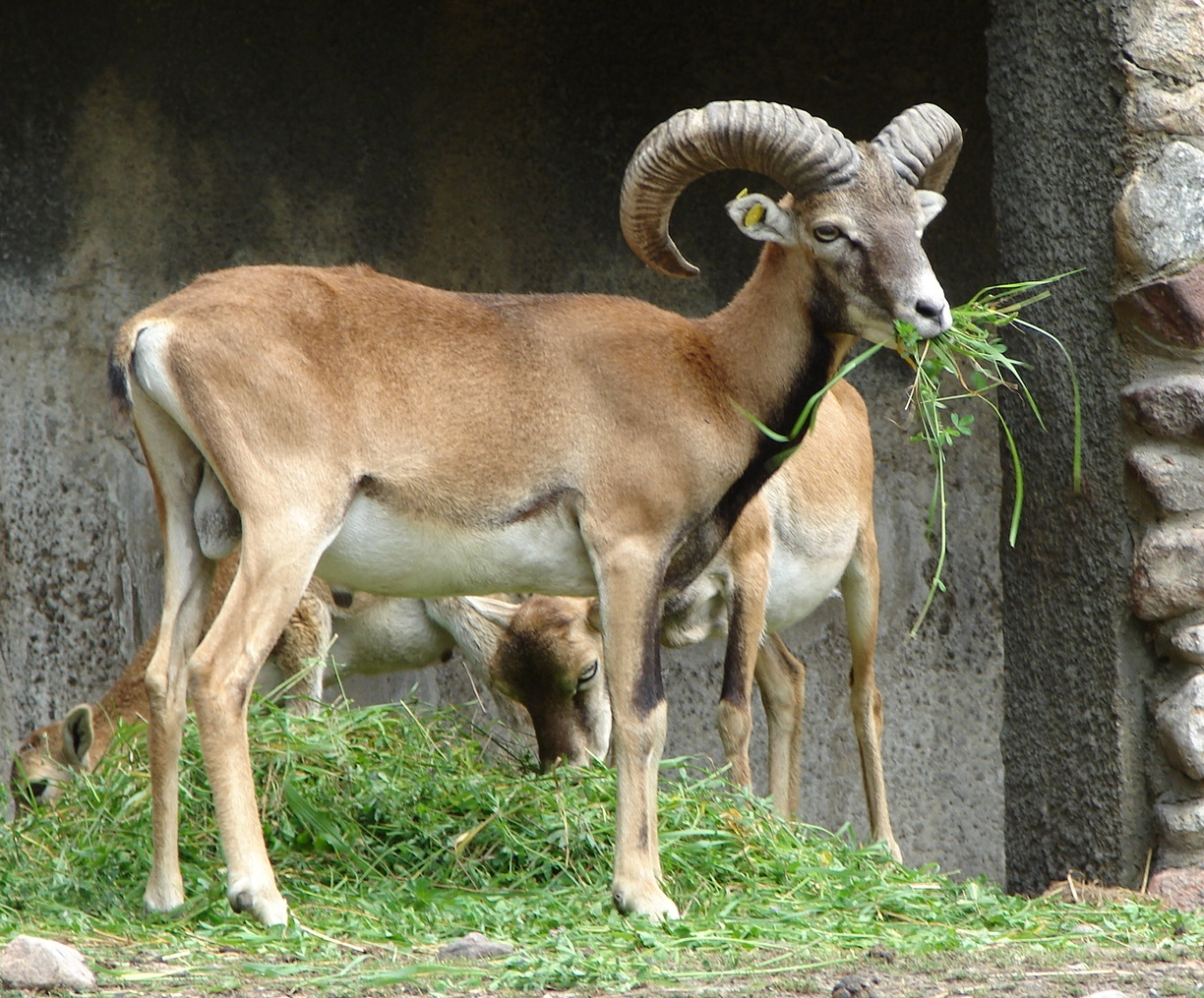
Muflon (Ovis gmelini)
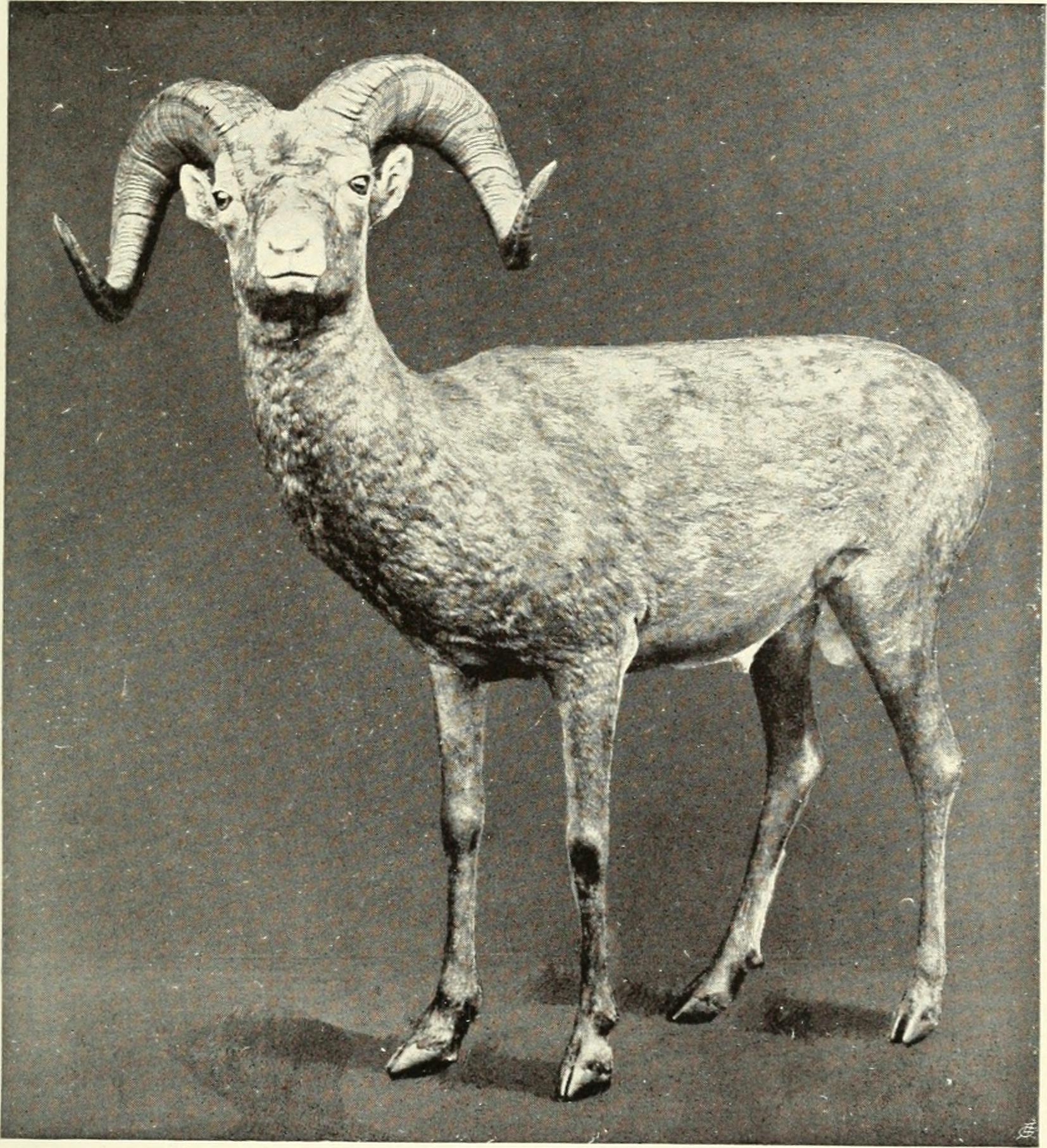
Szibériai juh (Ovis nivicola)
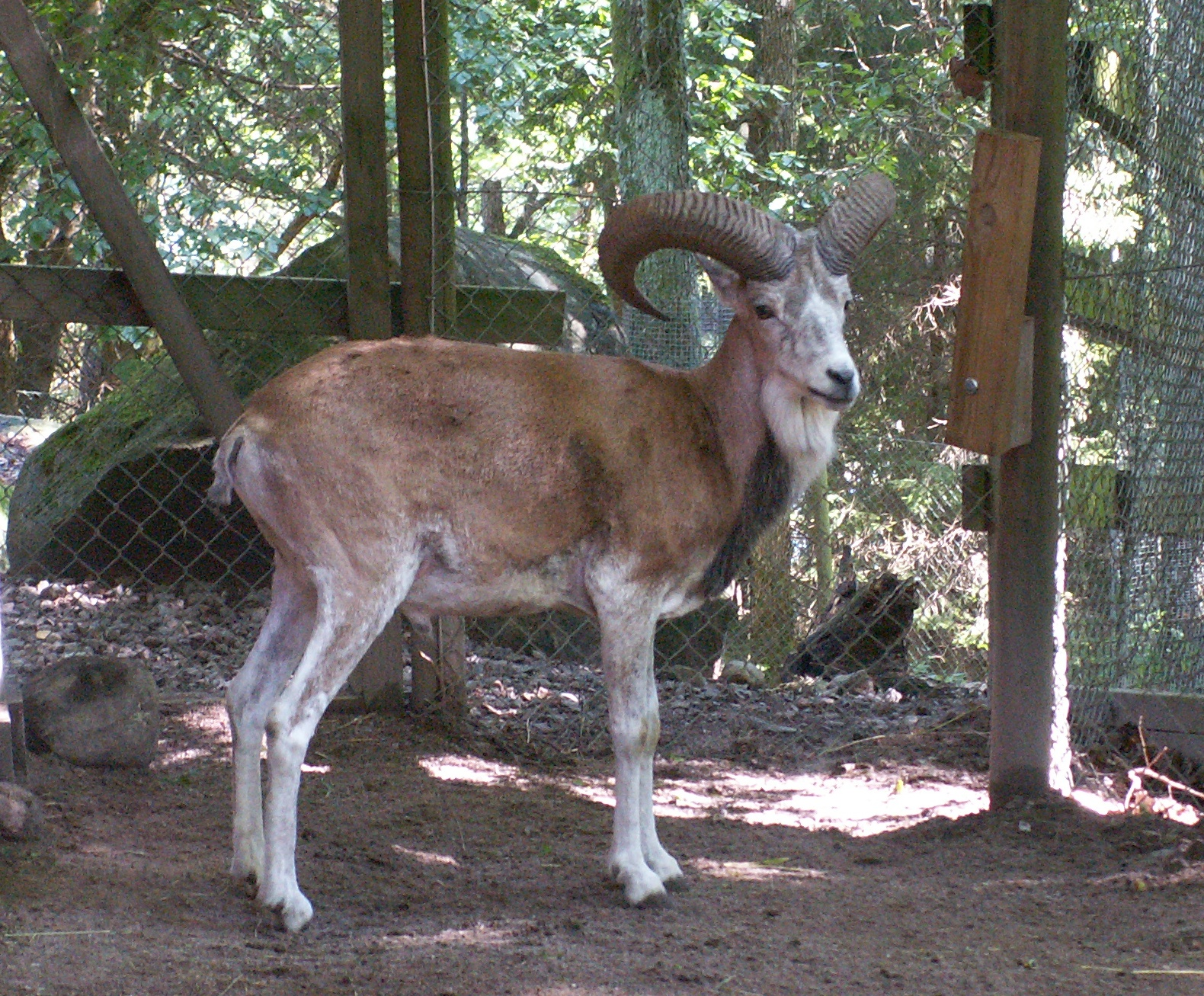
Urial (Ovis vignei)

## Fordítás
- Ez a szócikk részben vagy egészben  az   Ovis című angol Wikipédia-szócikk ezen változatának fordításán alapul.  Az eredeti cikk szerkesztőit annak laptörténete sorolja fel. Ez a jelzés csupán a megfogalmazás eredetét és a szerzői jogokat jelzi, nem szolgál a cikkben szereplő információk forrásmegjelöléseként.